# Kung Fu Panda 4
Kung Fu Panda 4 è un film d'animazione del 2024 diretto da Mike Mitchell e Stephanie Ma Stine.
Prodotto da DreamWorks Animation e distribuito da Universal Pictures. È il quarto capitolo del franchise di Kung Fu Panda, e sequel di Kung Fu Panda 3 (2016), e presenta Jack Black, Dustin Hoffman, James Hong, Bryan Cranston e Ian McShane che riprendono i ruoli dei film precedenti, con Awkwafina, Viola Davis e Ke Huy Quan che si uniscono al cast come nuovi personaggi.
Ai registi Jennifer Yuh Nelson e Alessandro Carloni venne chiesta la possibilità di un quarto film di Kung Fu Panda prima dell'uscita del terzo film nel gennaio 2016, con Nelson che in seguito affermò nell'agosto 2018 di essere aperta a un quarto capitolo. DreamWorks ha annunciato ufficialmente il quarto film nell'agosto 2022, con Mitchell, Ma Stine, e Rebecca Huntley rispettivamente come regista, co-regista e produttore nell'aprile 2023. La maggior parte del cast vocale principale è stato annunciato nel dicembre 2023, in seguito al casting di Awkwafina nel maggio di quell'anno.

## Trama
Mentre i Cinque Cicloni sono fuori per compiere alcune missioni, nella Valle della Pace Po aiuta il padre adottivo, il signor Ping, e il padre biologico, Li Shan, ad aprire il loro nuovo ristorante; all’improvviso giunge sul posto il Maestro Shifu, dicendo a Po che deve avanzare e diventare il leader spirituale della Valle della Pace. Ciò significa che Po non può più essere il Guerriero Dragone e deve trovare un candidato adatto per prendere il suo posto.
Po fatica a scegliere il candidato giusto, soprattutto perché non vuole smettere di essere il Guerriero Dragone, sentendosi più tagliato per combattere che diffondere saggezza, ma poi cattura una bandita volpe di nome Zhen che cerca di rubare armi antiche. Po la fa imprigionare, ma scopre presto che Tai Lung è tornato e ha distrutto una miniera; la volpe sente la discussione e dice di "Seguire le orme". Po raggiunge il villaggio e trova le orme lasciate dal leopardo che si rimpiccioliscono: Zhen rivela che il Tai Lung che ha attaccato il villaggio è in realtà la Camaleonte, una potente strega che può trasformarsi in chiunque desideri, e che sa dove si trova.
Po e Zhen si dirigono a Juniper City, la città senza legge dove la maga regna incontrastata, e mentre viaggiano la ladra gli racconta di come fin da piccola ha dovuto rubare per sopravvivere finché qualcuno non l'ha accolta. Una volta in città, vengono arrestati a causa dei precedenti della volpe, e alla fine scappano nella Tana dei Ladri, e da lì si dirigono verso il palazzo della Camaleonte. Po viene catturato e Zhen lo tradisce, prende il Bastone della Saggezza e lo consegna alla Camaleonte, poiché il bastone deve essere donato affinché il suo potere funzioni. Zhen ha sempre lavorato per la Camaleonte, che è la persona che la accolse quando era piccola, e che vuole usare il bastone per colmare il divario attraverso il Regno degli Spiriti. La Camaleonte usa il bastone in una notte di luna rossa per evocare tutti i maestri di arti marziali e rubare il loro kung fu, inclusi Tai Lung, Lord Shen e il generale Kai, che imprigiona in gabbie sigillate con un incantesimo.
Po, fuggito, si riunisce con i suoi padri, che preoccupati per lui lo hanno seguito, ammettendo di aver agito frettolosamente perché non riesce ad accettare di perdere il ruolo di Guerriero Dragone. Ping gli spiega di non vedere i cambiamenti o gli imprevisti sempre come un male e che anche lui ogni tanto cambia il menu del suo ristorante, perché "se le cose rimanessero uguali sempre, col tempo perderebbero il loro sapore". I due padri lo incoraggiano perciò a fermare la Camaleonte.
Po si riunisce con una Zhen piena di rimorso, che ha capito che la Camaleonte l'ha solo usata, al contrario di Po che ha creduto in lei. La volpe cerca di convincere Po a indietreggiare, ma dopo che il panda si rifiuta, tra i due parte uno scontro. Zhen allora convince la Tana dei Ladri ad aiutare lei e Po, e mentre gli altri combattono l'esercito delle iguane della Camaleonte, Po combatte la mutaforma ma viene quasi sconfitto. Zhen interviene, e la Camaleonte si trasforma in una Chimera di molti dei maestri, e in ultimo si trasforma in un clone di Po e intrappola il panda in una gabbia. Riponendo la sua fiducia in Zhen, Po le dà il Bastone della Saggezza, con il quale batte la Camaleonte usando la mossa che le aveva insegnato. Po, che stava solo fingendo di essere intrappolato per tirare fuori il potenziale di Zhen, sconfigge definitivamente la Camaleonte e restituisce tutte le abilità rubate ai loro proprietari, che gli porgono i loro rispetti. Tai Lung accetta Po come Guerriero Dragone e torna nel Regno degli Spiriti, portando con sé la Camaleonte.
Tornati a casa, Zhen accetta di trascorrere due anni in prigione per espiare i suoi crimini ma Po la ferma e comunica a Shifu che ha scelto lei come suo successore. Sebbene la scelta non lo entusiasmi, Shifu è costretto ad accettarla. Sicuro della sua scelta, Po e i Cinque Cicloni aiutano ad addestrare Zhen a diventare il prossimo Guerriero Dragone, mentre vicino alla piantina di Po sta sbocciando un nuovo seme.

## Personaggi
- Po, un panda gigante destinato a diventare una guida spirituale dopo aver rinunciato al titolo di Guerriero Dragone.
- Zhen, una volpe corsac, una ladra che accompagna Po nel suo viaggio.
- La Camaleonte, l'antagonista principale del film, è una terribile e infida strega camaleonte mutaforma che può copiare lo stile del kung fu degli altri assorbendone le abilità, compresi Po e i suoi nemici e avversari già abbattuti nei primi tre film (Tai Lung, Lord Shen e il Generale Kai).
- Maestro Shifu, un panda rosso; il saggio maestro di Po.
- Signor Ping, un'oca cinese; il padre adottivo di Po, molto legato al figlio e per questo sempre preoccupato per lui.
- Li Shan, un panda gigante; il padre biologico di Po, molto amico del signor Ping e anche lui molto preoccupato per la sorte del figlio.
- Tai Lung, un leopardo delle nevi che era il figlio adottivo di Shifu e suo precedente discepolo finché non si voltò al male. È stato sconfitto da Po nel primo film, ma viene riportato indietro dal Regno degli Spiriti dalla Camaleonte.
- Kai, uno yak che era il fratello d'armi di Oogway e suo precedente grande amico finché non si voltò al male. È stato sconfitto da Po nel terzo film, ma viene riportato indietro dal Regno degli Spiriti dalla Camaleonte.
- Han, un pangolino del Borneo; il capo di un covo di ladri
- Nonna Cinghiale, un cinghiale che può estrarre le sue zanne e usarle come armi.
- Pesce capitano di una barca che vive nella bocca di un pellicano.

I cinque cicloni (Tigre, Mantide, Scimmia, Gru e Vipera) fanno solo un'apparizione nei titoli di coda, aggiunta all'ultimo momento dopo che la sezione marketing ha segnalato la grande richiesta della loro presenza da parte del pubblico.

## Produzione

### Sviluppo
Il 3 dicembre 2010, il CEO della DreamWorks Animation Jeffrey Katzenberg ha confermato ufficialmente che la serie potrebbe vedere altri tre sequel dopo Kung Fu Panda 3, portandola a una serie di sei film. Il 13 gennaio 2016, Collider ha chiesto ai realizzatori di Kung Fu Panda 3 la possibilità di un quarto film, con la co-regista Jennifer Yuh Nelson che ha risposto: "È uno alla volta. Vogliamo renderlo un gioiello perfetto, e poi vedremo cosa succederà dopo", e il co-regista Alessandro Carloni risponde: "Con i sequel, non vogliamo cercare di farli sembrare a finale aperto. Vogliamo che sembri un viaggio completato, e noi sentiamo che questo film lo fa. E poi, se si presenta una storia fantastica, bene." Il 2 agosto 2018, alla domanda su eventuali aggiornamenti su Kung Fu Panda 4, Nelson ha risposto che non conosceva e aveva sempre visto la serie come una trilogia, ma che era aperta all'idea di un quarto capitolo, a patto che l'attenzione rimanesse su Po.
Il 12 agosto 2022, DreamWorks Animation ha confermato ufficialmente che Kung Fu Panda 4 era in produzione e che sarebbe uscito l'8 marzo 2024.
Nell'aprile 2023, durante il CinemaCon, è stato annunciato che il regista di The LEGO Movie 2 - Una nuova avventura (2019), Trolls (2016) e Shrek e vissero felici e contenti (2010), Mike Mitchell dirigerà il film, con Stephanie Ma Stine come co-regista e Rebecca Huntley come produttrice, mentre Black ha rivelato la storia, che segue Po che cerca di trovare un nuovo Guerriero Dragone in una volpe di nome Zhen mentre affronta un nuovo cattivo, Camaleonte, che è in grado di riportare Tai Lung nel mondo normale.

### Casting
Il 12 dicembre 2023, è stato annunciato che Awkwafina, Viola Davis e Ke Huy Quan si sarebbero uniti al cast, interpretando rispettivamente Zhen, Camaleonte e Han.
È stato anche annunciato che Dustin Hoffman, Ian McShane, Bryan Cranston e James Hong avrebbero ripreso i loro ruoli dei film precedenti.

## Colonna sonora
Nel dicembre 2023, Hans Zimmer e Steve Mazzaro, il primo dei quali ha composto anche per i primi tre film, sono stati annunciati per comporre la colonna sonora del film.
Tra le varie tracce originali, è presente un arrangiamento musicale del brano Crazy Train e una cover dei Tenacious D (duo di cui fa parte Jack Black) di ...Baby One More Time.

## Promozione
Il trailer inglese del film è stato pubblicato il 13 dicembre 2023, e nello stesso giorno è stato pubblicato anche quello italiano, insieme al trailer è stato distribuito anche il poster del film. Il 26 febbraio 2024 è stato pubblicato il secondo trailer del film.

## Distribuzione
Il film è stato distribuito nelle sale cinematografiche nordamericane l'8 marzo 2024 e in quelle italiane il 21 marzo, con anteprima il 17.

### Edizione italiana
A differenza dei tre film precedenti, l'edizione italiana è stata prodotta presso CDC Sefit Group invece che Cast Doppiaggio, con Marco Mete che subentra a Francesco Vairano in qualità di direttore del doppiaggio e dialoghista. Né Vairano né Eros Pagni riprendono i ruoli di Mr. Ping e del Maestro Shifu, venendo sostituiti da Oliviero Dinelli e Carlo Valli, già doppiatori dei due personaggi nella serie Kung Fu Panda - Mitiche avventure.

## Accoglienza

### Incassi
Con un budget di produzione di 85 milioni di dollari, il film ha incassato 193590620 $ in Nordamerica e 354355808 $ nel resto del mondo, per un totale di 547946428 $.
Con 58,3 $ milioni realizzati nel primo weekend, superando Kung Fu Panda 2 (47,7 $ milioni) e Kung Fu Panda 3 (41,3 $ milioni), ha realizzato l'opening più alta per un film della DreamWorks Animation dai tempi di Madagascar 3 - Ricercati in Europa (2012).
In Italia ha incassato 11660821 €.

### Critica
Il film ha ottenuto recensioni generalmente positive da parte della critica e del pubblico. Su Rotten Tomatoes ha una percentuale di gradimento del 71% sulla base di 165 recensioni, Metacritic gli assegna un voto medio ponderato di 54 su 100 basato su 33 recensioni.

## Sequel
Il 3 dicembre 2010, Katzenberg ha confermato ufficialmente che Kung Fu Panda 4 sarebbe potuto diventare il primo di una nuova trilogia, portando la serie a sei film. A Mitchell e Huntley è stato chiesto il 14 dicembre 2023 se il piano originale di Katzenberg sarebbe stato ancora realizzato, al che Mitchell ha detto che Kung Fu Panda 4 potrebbe lanciare una nuova trilogia se nessuno si stancherà di vedere Jack Black tornare nei panni di Po, mentre Huntley ha affermato che i realizzatori di Kung Fu Panda 4 si sono focalizzati sul renderlo il film "più grande" del franchise e che se verranno realizzati sequel è qualcosa di cui discutere in seguito.